# Théorème d'Abel (analyse)
Pour les articles homonymes, voir Théorème d'Abel.
En mathématiques, le théorème d'Abel, ou théorème de convergence radiale d'Abel, portant le nom de Niels Henrik Abel, est un outil central de l'étude des séries entières.

## Énoncé
Théorème — Si une série entière {\displaystyle \sum a_{n}z^{n}} converge en un point {\displaystyle z_{0}}, alors la convergence est uniforme sur {\displaystyle [0,z_{0}]} (donc la restriction à ce segment de la fonction somme de la série est continue).
La démonstration repose sur la méthode classique de sommation par parties, équivalente à l'intégration par parties pour les intégrales.
Remarque : dans le cas où la série {\displaystyle \sum a_{n}z_{0}^{n}} est absolument convergente, le résultat est trivial. En effet, sous cette hypothèse, {\displaystyle \sum a_{n}z^{n}} converge même normalement sur le disque fermé de centre {\displaystyle 0} et de rayon {\displaystyle \left|z_{0}\right|}.

## Exemples
- Soit la série de Mercator{\displaystyle f(x)=-\sum _{n\geq 1}{\frac {(-x)^{n}}{n}}=\ln(1+x)} pour {\displaystyle |x|<1}.Comme la série harmonique alternée{\displaystyle \sum _{n=1}^{\infty }{\frac {(-1)^{n}}{n}}} converge (d'après le critère de convergence des séries alternées), on déduit sa somme du théorème d'Abel :{\displaystyle \sum _{n=1}^{\infty }{\frac {(-1)^{n}}{n}}=-\lim _{1^{-}}f=-\ln 2}.
- Soit {\displaystyle g(x)=\sum _{n\geq 0}{\frac {(-1)^{n}x^{2n+1}}{2n+1}}=\arctan x} pour {\displaystyle |x|<1}.Encore par le critère de convergence des séries alternées, on peut affirmer que {\displaystyle \sum _{n=0}^{\infty }{\frac {(-1)^{n}}{2n+1}}} converge, d'où la formule de Leibniz :{\displaystyle \sum _{n=0}^{\infty }{\frac {(-1)^{n}}{2n+1}}=\lim _{1^{-}}g=\arctan 1={\frac {\pi }{4}}}.
- Soient {\displaystyle \Sigma a_{n}} et {\displaystyle \Sigma b_{n}} deux séries convergentes et {\displaystyle \Sigma c_{n}} leur produit de Cauchy :{\displaystyle c_{n}=\sum _{i+j=n}a_{i}b_{j}}.On déduit du théorème d'Abel[2] que si la série {\displaystyle \Sigma c_{n}} converge alors sa somme est égale au produit des deux sommes {\displaystyle A=\Sigma a_{n}} et {\displaystyle B=\Sigma b_{n}} :{\displaystyle \Sigma c_{n}=C\Rightarrow C=AB}.

## Réciproque partielle
Tauber a démontré en 1897 que sous l'hypothèse an = o(1/n), si la limite radiale existe, alors la série converge et lui est égale. Ce résultat a été amélioré par Littlewood : l'hypothèse an = O(1/n) suffit. Le théorème taubérien de Hardy-Littlewood en est une généralisation.